# Joseph-Auguste Duc
Pour les articles homonymes, voir Duc (homonymie).
Joseph-Auguste-Melchior Duc (né le 18 février 1835 à Châtillon - mort le 13 décembre 1922 à Aoste), connu sous le nom de Monseigneur Duc, est un ecclésiastique valdôtain, évêque d'Aoste de 1872 à 1907, un historien et un alpiniste.

## Biographie
Joseph-Auguste Duc est le fils de Claude-François de Pierre-Henri de François de Châtillon et de Dauphine-Séraphine Frutaz de Torgnon. Il est le cousin des chanoines Pierre-Étienne Duc et François-Gabriel Frutaz. Élève brillant du Collège Saint-Bénin et du Grand Séminaire d'Aoste, il est ordonné prêtre le 19 décembre 1857. Il se rend alors à Rome afin de se poursuivre ses études en théologie et en droit canon et y obtenir un doctorat.
IL est nommé évêque d'Aoste le 29 juillet 1872 et consacré le 1er septembre 1872. En 1907 L'année où il fête le 35e anniversaire de son épiscopat, à la suite de la nomination d'un nouveau trésorier du diocèse après la mort de son prédécesseur, Maurice Gerbore en 1906, on découvre un déficit important dans le comptes lié à des malversations. Monseigneur Duc demande immédiatement l'intervention du Saint-Office pour faire la lumière sur l'incident mais il est dépassé par une campagne de presse anticléricale nationale contre les excès du clergé et la vague de dénonciation du scandale dit des « soutanes sales » et de la « bande noire » menées dans la presse locale par « Le Mont Blanc » auquel s'oppose cependant le journal catholique « Le Duché d'Aoste ». À la suite de la mise en cause d'autres chanoines dont son propre neveu André Dominique Noussan, Monseigneur Duc durement touché préfère se démettre le 16 décembre 1907 et se retirer à Martigny en août 1908, et il ne revient à Aoste qu'en 1916. Le 16 décembre 1907, le Pape Pie X le nomme archevêque in partibus de Trajanopolis (de).
Monseigneur Duc a présidé l'Académie Saint-Anselme de 1878 à 1908. L'ouvrage La langue française en Vallée d'Aoste, réponse au Chevalier Vegezzi-Ruscala député de Lucques au Parlement Italien, s'occupe de l'histoire linguistique locale. Joseph-Auguste Duc était également un historien et il aimait pratiquer la chasse. Il fut l'un des fondateurs du Petit Séminaire à Aoste dit « Petit Séminaire Saint-Anselme ». Comme historien il a produit une monumentale  Histoire de l'Église d'Aoste en 10 volumes, qui détaille de manière encore inégalée histoire de diocèse, du Moyen Age jusqu'au XVIIIe siècle. Le premier volume a été publié en 1901 et les suivants écrits en Suisse jusqu'en 1915. Il meurt à Aoste le 13 décembre 1922, évêque Émérite du diocèse.

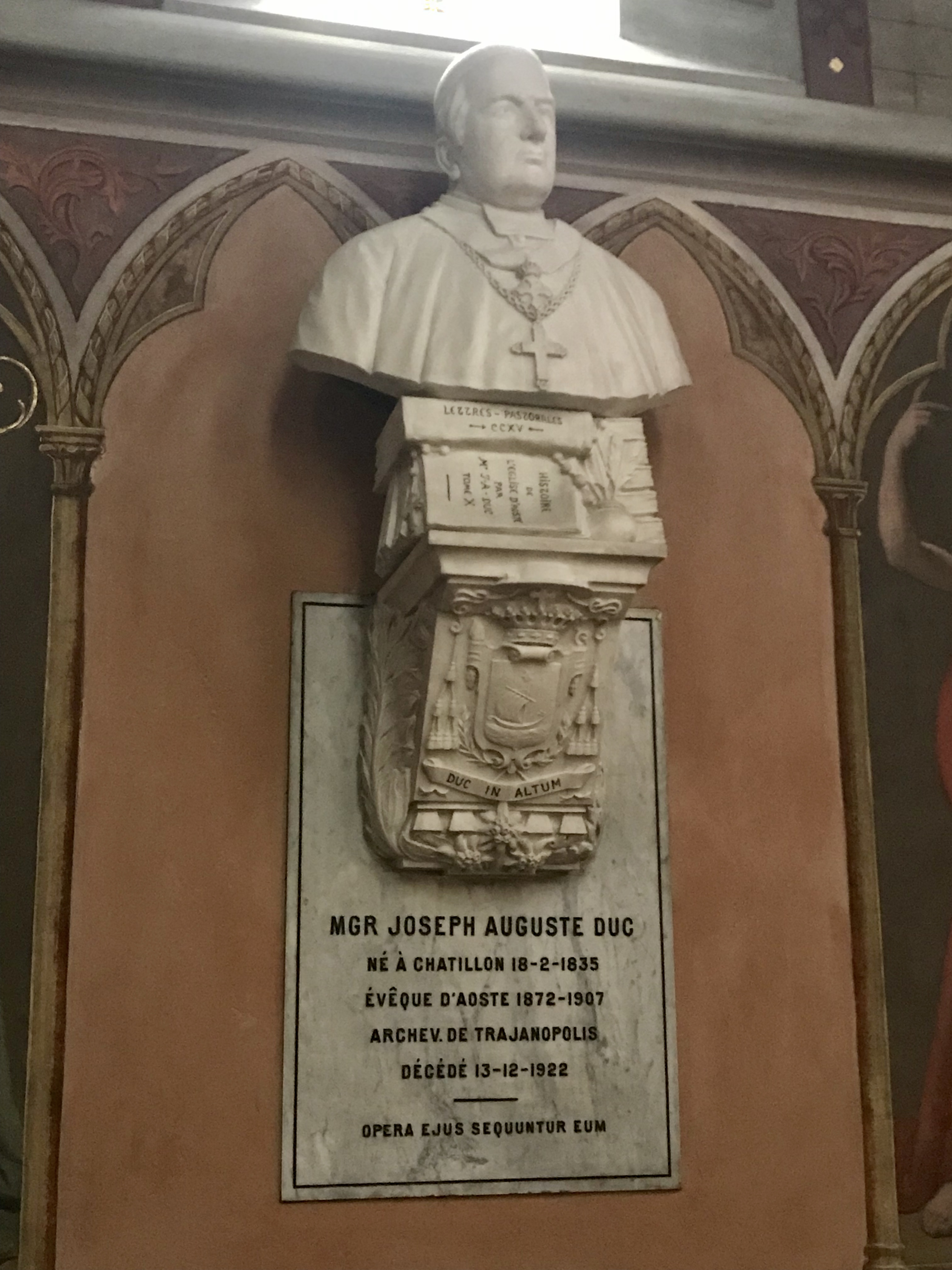
Buste de Mgr Duc à la cathédrale d'Aoste.

## Héritage
L'abbé Joseph-Marie Henry lui dédie la Pointe Joseph-Auguste Duc, lors de la première ascension.

## Œuvres
- La langue française en Vallée d'Aoste Imprimerie D Lyboz Aoste 1862.
- Histoire de l'Église d'Aoste, Aoste : Imprimerie Catholique, 10 volumes entre 1901 et 1915.

## Généalogie épiscopale
La généalogie épiscopale de Joseph-Auguste Duc est :
- Cardinal Scipione Rebiba
- Cardinal Giulio Antonio Santori
- Cardinal Girolamo Bernerio, O.P.
- Archevêque Galeazzo Sanvitale
- Cardinal Ludovico Ludovisi
- Cardinal Luigi Caetani
- Cardinal Ulderico Carpegna
- Cardinal Paluzzo Paluzzi Altieri degli Albertoni
- Papa Benoît XIII
- Papa Benoît XIV
- Pape Clément XIII
- Cardinal Bernardino Giraud
- Cardinal Alessandro Mattei
- Cardinal Pietro Francesco Galleffi
- Cardinal Giacomo Filippo Fransoni
- Archevêque Alessandro Riccardi di Netro (it)
- Archevêque Lorenzo Gastaldi (it)